# Genesius von Arles

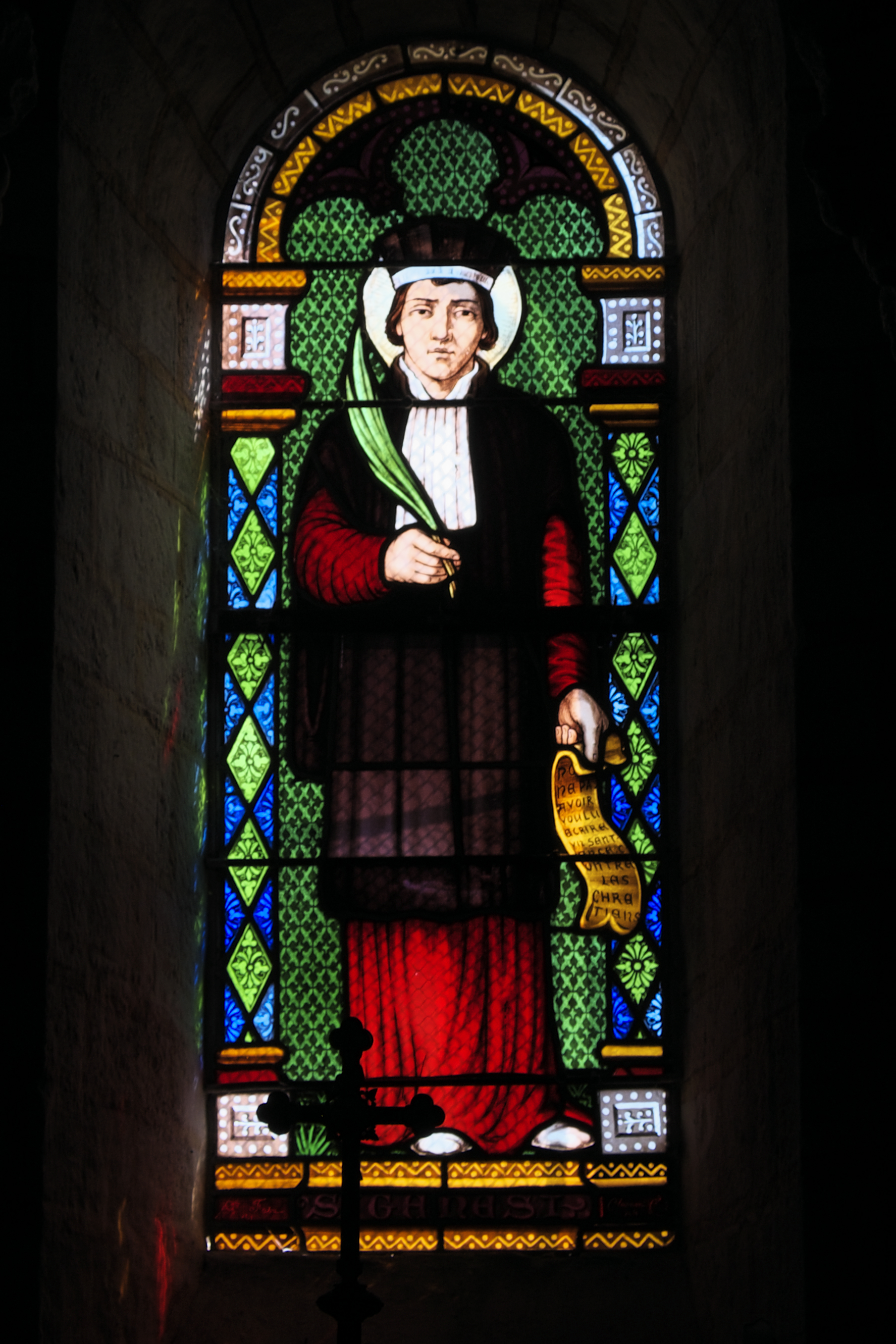
Genesius von Arles auf einem Bleiglasfenster in der Pfarrkirche Saint-Jean in Glaine-Montaigut (Puy-de-Dôme)

Genesius von Arles (* in Arelate, heute Arles; † 303 oder 308) ist ein Heiliger und Märtyrer der römisch-katholischen Kirche. Er ist der Schutzpatron der Notare und Schreiber. Sein Gedenktag ist der 25. August.

## Namen
Weitere Namen für Genesius von Arles sind Saint-Genès, Genest, Géniès im Französischen oder San Ginés im Spanischen und San Xes, San Xenxo im Galicischen.

## Legende
Nach der Heiligenlegende war Genesius zur Zeit der römischen Kaiser Diokletian und Maximian zunächst Soldat und später Gerichtsschreiber in der südfranzösischen Stadt Arles, die damals zur römischen Provinz Gallien gehörte. Als man ihm das Dekret zur Christenverfolgung diktierte und er es niederschreiben sollte, erzürnte er sich gegen den Richter. Genesius warf ihm die Wachstafeln vor die Füße und floh. Er wurde gefangen genommen und hingerichtet. Er erlitt den Märtyrertod durch Enthauptung. Obwohl Genesius nicht getauft war, zählt er zu den Heiligen; das Martyrium gilt als Bluttaufe.

## Verehrung
Das Fest des heiligen Genesius von Arles wird am 25. August gefeiert.
Der 1520 gegründete Konvent Santo Domingo y San Ginés in der Provinz Toledo wurde ihm unterstellt.